# Marith Volp
Marie-Janne Judith Volp (Utrecht, 2 de octubre de 1972) es una política neerlandesa que actualmente ocupa un escaño en la Segunda Cámara de los Estados Generales para el período legislativo 2012-2017 por el Partido del Trabajo.
Llegó a la cámara de representantes tras ser elegida el 3 de septiembre de 2013 para sustituir a Pierre Heijnen, luego que este último asumiera la Presidencia del Consejo de Administración del Regionaal Opleidingencentrum Mondriaan en La Haya. En su trabajo legislativo forma parte de los comités de Asuntos Europeos; Finanzas; Salud, Bienestar y Deportes; Relaciones del Reino; Comisión de Gasto Fiscal; Seguridad y Justicia; Asuntos Sociales y Empleo.